# La mummia - La tomba dell'Imperatore Dragone
La mummia - La tomba dell'Imperatore Dragone (The Mummy: Tomb of the Dragon Emperor) è un film del 2008 diretto da Rob Cohen, e interpretato da Brendan Fraser e Jet Li.
La pellicola costituisce il terzo e ultimo capitolo della saga iniziata nel 1999 con La mummia e proseguita nel 2001 con La mummia - Il ritorno.

## Trama
Cina, III secolo a.C. Il malvagio imperatore Qín Shǐ Huángdì è riuscito ad espandere i confini del proprio impero grazie alla sua potente e temibile armata, composta da ben 10 000 guerrieri a lui devoti e leali. Per ottenere il controllo anche di tutto il territorio conosciuto, si affida alla magia di una strega, Zi Juan, che gli dona il potere dei cinque elementi e il dono dell'immortalità. La fiducia della strega viene, però, tradita dall'Imperatore che le uccide l'amante, il generale Ming. Furiosa con l'imperatore condanna lui a scontare un'eternità di dannazione assieme ai suoi 10.000 guerrieri, trasformati in terracotta.
Nel 1946, Rick O'Connell ed Evelyn Carnahan si sono ritirati nell'Oxfordshire dopo la loro attività di spie durante la seconda guerra mondiale. Rick si dedica a varie attività, ma è molto nostalgico delle vecchie avventure. Evelyn si è dedicata alla scrittura di due romanzi: La Mummia e La Mummia - Il ritorno, racconti biografici delle loro passate avventure in Egitto. Si sentono molto annoiati, e così decidono di accettare un'ultima missione: scortare un prezioso manufatto fino al museo di Shanghai, dal quale era stato rubato l'Occhio di Shangrila.
Nel frattempo Alex O'Connell, figlio di Rick e Evelyn, insieme al paleontologo Wilson e ad un gruppetto di archeologi cinesi, entra all'interno di alcune rovine dove è sepolta la tomba dell'imperatore Qin. Qui, gli archeologi vengono decimati a causa delle trappole mortali cosicché solo Wilson e Alex ritrovano la tomba dell'imperatore, rimasta sepolta per millenni. Durante la ricerca Alex viene aggredito da una bella assassina che neutralizza temporaneamente Wilson e cerca di ucciderlo per tenere nascosta la scoperta a tutti, ma Alex si salva. La tomba viene trasportata a Shanghai, dove nel frattempo un militare fanatico, il generale Yang, intende svegliare l'imperatore e aiutarlo a riconquistare la Cina con la sua armata di terracotta.
Rick ed Evelyn giungono a Shanghai ed entrano nel bar di cui è proprietario Jonathan, il fratello di Evelyn. Scoprono che il loro figlio non è cambiato di una virgola, cercando sempre di conquistare belle fanciulle. Questa azione scatena una rissa al bar, ma Alex si salva grazie all'influenza del padre. I due genitori apprendono della grande scoperta di Alex: la tomba dell'Imperatore. La sera seguente,  Rick e Evelyn si recano con Alex al museo dove è stata posta la mummia dell'Imperatore, un sarcofago decorato da una scultura di terracotta che raffigura Qin su una biga mentre tiene le redini di alcuni cavalli. Gli O'Connell consegnano l'Occhio a Wilson, ma si scopre che l'anziano è in combutta con il generale Yang. Dopo aver decifrato la scritta sulla parte esterna dell'Occhio, nella colluttazione risvegliano l'imperatore attraverso l'Occhio di Shangrila. Qin Shi Huang scatena dunque la propria furia in città, inseguito dagli O'Connell.
La famiglia fallisce, in quanto non appena l'Imperatore Dragone risorge, acquisisce poteri sovrannaturali e si appresta ad attraversare l'Estremo Oriente per risvegliare il suo esercito dannato, allo scopo di dominare il mondo. Il giovane Alex dovrà così chiedere aiuto ai suoi genitori, i quali possiedono l'Occhio di Shangrila, che è ciò che occorre per risvegliare il terribile monarca, e Lin, la quale si scopre essere la figlia di Zi Juan. Rick e Alex organizzano un piano per distruggere l'Imperatore, sulle montagne della Cina. Durante lo scontro Lin richiama alcuni Yeti che attaccano e uccidono i soldati del Generale Yang, ma nello scontro Rick viene gravemente ferito. A far precipitare la situazione ci pensa una slavina, che spazza via tutto e tutti, tranne Yang, l'imperatore e i protagonisti. Portato in salvo, Rick viene guarito da Zi Juan, ma l'Imperatore li segue e grazie alla fonte dell'immortalità recupera tutti i suoi poteri assumendo anche la capacità di trasformarsi in un gigantesco drago a tre teste.
L'ultima speranza è riposta negli O'Connell, i quali risvegliano i nemici dell'Imperatore, con cui riescono a sconfiggere l'esercito di terracotta, appena tornato in vita. Intanto Evelyn e Lin combattono contro Yang e nello scontro hanno la meglio le prime due che triturano Yang negli ingranaggi della grande muraglia. Ai piedi di quest'ultima, Qin combatte con Rick e Alex che uccidono l'imperatore grazie ad un pugnale maledetto da Zi Juan, la quale viene uccisa dall'Imperatore. La battaglia finisce: i nemici dell'Imperatore possono riposare in pace, Alex e Lin si innamorano, e gli O'Connell vincono la loro ennesima avventura. Ma nessuno sospetta di Jonathan che sta per recarsi in Perù con l'Occhio di Shangrila, proprio quando vengono rinvenute delle mummie antiche.

## Produzione
Nel marzo 2006, l'attore Oded Fehr ha dichiarato che il film era in fase di sviluppo, con la sola sceneggiatura già pronta, e con gli attori Brendan Fraser e Rachel Weisz già confermati.

### Regia
L'11 novembre 2001 Stephen Sommers, regista de La mummia, espresse il suo interesse circa la direzione di una terza pellicola per concludere la serie.
Nel settembre dell'anno seguente gli Universal Studios offrirono a Joe Johnston la regia, fissando come data d'inizio lavorazione l'inverno 2007.
Nel gennaio del 2007 fu assunto Rob Cohen come regista e Stephen Sommers come co-produttore; non furono chiariti, altresì, i motivi dell'abbandono di Joe Johnston.

### Sceneggiatura
Nel dicembre 2005 gli sceneggiatori Alfred Gough e Miles Millar stesero una prima bozza del film; a differenza dei precedenti capitoli, la trama è incentrata sulle vicende della resurrezione del primo re di Cina Qin Shi Huang e del suo esercito di mummie.
Qin Shi Huang è il primo sovrano della Cina a fregiarsi di tale titolo, dopo aver riunificato nel 221 a.C. tutti i regni allora divisi sotto il suo dominio. All'inizio del film governa il suo mastodontico impero, fino a quando viene condannato da una strega a scontare un'eternità di dannazione assieme ai suoi 10 000 guerrieri, trasformati in terracotta.
Il film è ambientato circa tredici anni dopo il secondo capitolo, in un'ambientazione risalente al Novecento dopo la seconda guerra mondiale, in cui Rick ed Evelyn sono una coppia di spie che si sono ritirati nell'Oxfordshire.

### Cast
A maggio 2004 il cast artistico dei precedenti due film espresse la volontà di partecipare al nuovo film, con il solo dubbio del ritorno alla regia di Sommers.
Nel marzo 2006 l'attore Oded Fehr dichiarò che Brendan Fraser e Rachel Weisz sarebbero tornati nei panni di Rick ed Evelyn O'Connell.
Il casting si aprì a febbraio 2007, con Luke Ford in lizza per recitare nella parte di Alex O'Connell e con John Hannah in contrattazione per ritornare nel ruolo del fratello di Evelyn.
A fine mese iniziarono anche le trattative con Jet Li e Michelle Yeoh; i due vennero ufficialmente confermati, però, solo a metà maggio.
Nell'aprile dello stesso anno Brendan Fraser fu confermato nuovamente nel ruolo di Rick O'Connell, mentre l'attrice Rachel Weisz, poiché le riprese si sarebbero svolte in Cina per svariato tempo, sembra abbia infine deciso di non partecipare al film per stare vicino al figlio piccolo.
Nello stesso mese fu ingaggiato Luke Ford nel ruolo di Alex; a maggio invece l'attrice Maria Bello sostituì la Weisz nella parte di Evelyn.

### Titolo
Sumner Redstone (1923-2020), manager di 20th Century Fox, annunciò il titolo del terzo film: The Mummy: Curse of the Dragon (La Mummia: la Maledizione del Drago). In seguito, il titolo venne modificato in quello attuale.

### Riprese
Le riprese del film sono iniziate il 27 luglio a Montréal per terminare in Cina.
(Rob Cohen)
In una intervista il regista ha parlato sulla difficile realizzazione degli effetti visivi, proceduta senza sosta poco prima dell'uscita americana nel film.
Molte sequenze sono state girate in stile ottocento, visto che il film è ambientato in quei tempi. Per quanto riguarda Shangri-La il regista l'ha definita un'ambientazione molto complessa da visualizzare, con 100 inquadrature molto difficili.

### Effetti speciali
La casa di produzione ha affidato gli effetti speciali alla Digital Domain e alla Rhythm & Hues per le sequenze in 3D. La popolazione di Yeti che appaiono in aiuto della famiglia O'Connell sono stati interamente creati in 3D dalla Rhythm & Hues.
Alla Digital Domain, invece, è stato dato il compito di ricreare al computer Jet Li in terracotta e la colossale battaglia finale dove il battaglione di non-morti guidato da Michelle Yeoh si batte con l'armata di terracotta. Gli ultimi 25 minuti di film contengono la metà delle scene con effetti visivi: 400 inquadrature

## Distribuzione
Il film uscì nelle sale cinematografiche statunitensi il 1º agosto 2008; in Italia fu invece distribuito a partire dal 26 settembre dello stesso anno.

## Accoglienza

### Incassi
Il budget del film è stato di 145 milioni di dollari.
Alla sua uscita negli USA è arrivato al primo posto incassando 16,5 milioni, battendo Il cavaliere oscuro (12 milioni di dollari). Durante i primi tre giorni di programmazione è stato battuto dal Cavaliere Oscuro scendendo al secondo posto, arrivando a 42,4 milioni di dollari stimati, inferiori solo di un milione all'incasso della prima Mummia nel 1999. Al secondo weekend è sceso alla terza posizione incassando la cifra di 16 milioni e arrivando a un totale di 70 milioni. A fine agosto il film ha raggiunto la cifra 93 milioni totali e 316 in tutto il mondo.
All'estero, durante i primi tre giorni di programmazione, ha incassato 60 milioni nei 28 mercati in cui è uscito.
Il film ha incassato 102491776 $ in Nord America e 300958054 $ nel resto del mondo (di cui 7983188 $ in Italia) con una media per sala superiore agli 11.000 $. Complessivamente il film ha ottenuto un ottimo incasso di 403449830 $, non riuscendo però a superare quello dei precedenti capitoli (415 e 443 milioni di dollari).

### Critica
Il film ha ricevuto recensioni negative dalla critica. Il sito aggregatore di recensioni Rotten Tomatoes riporta che il 13% delle 176 recensioni professionali ha dato un giudizio positivo, con un voto medio di 3,70 su 10 ed il consenso: "Con effetti CGI mediocri e una netta mancanza di divertimento, La mummia - La tomba dell'Imperatore Dragone trova la serie ormai in decadenza." Su Metacritic il film ottiene un punteggio medio di 31 su 100, basato su 33 recensioni.